# Зворотний лізинг
Зворо́тний лі́зинг (оренда) — господарська операція фізичної чи юридичної особи, що передбачає продаж основних фондів фінансовій організації з одночасним зворотним отриманням таких основних фондів такою фізичною чи юридичною особою в оперативний або фінансовий лізинг.